# Ixa acuta
Ixa acuta is een krabbensoort uit de familie van de Leucosiidae. De wetenschappelijke naam van de soort is voor het eerst geldig gepubliceerd in 1962 door Tyndale-Biscoe & George.